# Guégon
Guégon település Franciaországban, Morbihan megyében. Lakosainak száma 2308 fő (2022. január 1.). Guégon Josselin, Guillac, Saint-Servant, Cruguel, Guéhenno, Buléon, Lantillac, Pleugriffet és Forges de Lanouée községekkel határos.

## Népesség
A település népességének változása:
| Lakosok száma | 2298 | 2334 | 2334 | 2396 | 2318 | 2296 | 2287 | 2272 | 2261 | 2308 |
|               | 1968 | 1982 | 1990 | 2006 | 2013 | 2015 | 2017 | 2019 | 2020 | 2022 |